# More Bounce to the Ounce
"More Bounce to the Ounce" é uma canção da banda norte-americana de funk, Zapp. É a música de abertura de seu álbum de estreia, Zapp e serviu como o primeiro single do álbum. Foi escrita  e co-produzida pelo líder da banda,   Roger Troutman; atingiu o número 86 da parada Billboard Hot 100 em 1980.

## Posições nas paradas
| Parada (1980)                                | Pico |
| -------------------------------------------- | ---- |
| US Billboard Hot 100                         | 86   |
| US Dance Music/Club Play Singles (Billboard) | 19   |
| US R&B Singles (Billboard)                   | 2    |